# Clichy Échecs 92
 (novembre 2018).
Si vous disposez d'ouvrages ou d'articles de référence ou si vous connaissez des sites web de qualité traitant du thème abordé ici, merci de compléter l'article en donnant les références utiles à sa vérifiabilité et en les liant à la section « Notes et références ».
Le Clichy Échecs 92 est un club d'échecs français, situé à Clichy, au nord-ouest de Paris dans les Hauts-de-Seine. Il est le club le plus titré parmi les clubs de l'élite échiquéenne française.

## Championnat de France des clubs (Top 12)

### Équipe première
L’équipe première de Clichy a le palmarès le plus important des clubs du Top 12 français. L’équipe termine parmi les trois premiers du championnat de 1985 à 2001 (incluse), puis à partir de 2006 (sauf en 2010 où elle termine à la 5e place). De 1991 à 1995, elle termine six fois consécutives à la deuxième place, derrière Lyon-Oyonnax, premier club totalement professionnel de France. Elle retrouvera la première place après la faillite du club lyonnais.

#### Composition
L’équipe en 2014 et 2015 était notamment composée des GMI Ding Liren, Dmitri Iakovenko, Maxime Vachier-Lagrave, Laurent Fressinet, Wei Yi, Maksim Matlakov, Vladislav Tkachiev, Loek van Wely, Hicham Hamdouchi, et des joueuses Alexandra Kosteniuk et d'Almira Skripchenko.

#### Palmarès
Le club a remporté treize fois le Top 12, en 1985, 1987, 1988, 1996, 1997, 1999, 2000, 2007, 2008, 2012, 2013, 2014 et 2016.

Il a terminé sept fois à la deuxième place, en 1986, de 1991 à 1995, puis en 2003.

Il a terminé quatre fois à la troisième place, en 1990, 1998, 2001 et 2006. 
 
Hors podium, il a notamment finit à la quatrième place en 2002 et 2004, et en cinquième position en 2005.

### TOP-Jeunes

#### Composition de l'équipe
Le club engage trois équipes de jeunes. 

## Autres équipes
Le club engage sept équipes adultes à différents niveaux.

## Personnalités

### Actuellement au club
- Liren Ding (né en 1992), grand maître international, no 1 chinois et no 8 mondial en 2016 avec un classement Elo de 2778 et numéro 1 mondial de blitz en 2016
- Laurent Fressinet (né en 1981) grand maître international, champion de France en 2010 et 2014, et vice-champion d'Europe en 2012 et 93e joueur mondial et numéro 3 français en 2017 avec un classement Elo de 2657
- Alexandra Kosteniuk (née en 1984), grand maître international, championne du monde féminine entre septembre 2008 et décembre 2010.
- Almira Skripchenko (née en 1976),  grand maître international féminin et maître international mixte, championne d'URSS des moins de 14 ans (1990), championne du monde des moins de 16 ans (1992, sous les couleurs de la Moldavie), championne d'Europe féminine (2001) et six fois championne de France féminine (2004, 2005, 2006, 2010, 2012 et 2015)
- Maxime Vachier-Lagrave (né en 1990), grand maître international, champion du monde junior (2005),  champion de France (2007, 2011 et 2012 en ex aequo), champion du monde de blitz (2021), deux fois numéro 2 mondial au classement Elo (août 2016 et septembre 2017) dépassant les 2 800 points.

### Anciens membres
- Manuel Apicella (né en 1970)[2]
- Eric Birmingham [3]
- Axel Delorme (né en 1990)[4]
- Romain Édouard (né en 1980)[2]
- Pavel Eljanov (né en 1983)[5]
- Hicham Hamdouchi (né en 1972)[6]
- Dmitri Iakovenko (né en 1983)[7]
- Garry Kasparov qui, symboliquement, a pris sa licence au Club de Clichy en 2011[3]
- Sébastien Mazé(né en 1984)[6]
- Sophie Milliet (né en 1983)[8]
- Arkadij Naiditsch (né en 1985)[9]
- Igor Nataf (né en 1978)[2]
- Yannick Pelletier (né en 1976)[7]
- Richárd Rapport(né en 1996)[4]
- Olivier Renet(né en 1964)[6]
- Pavel Tregoubov (né en 1971)[9]